# Verner Lička
Verner Lička (ur. 15 września 1954 w Hulczynie) – czeski piłkarz i trener. Jego synowie, Mario i Marcel także są piłkarzami.

## Życiorys
Jako zawodnik występował w drużynie Banika Ostrawa, z którą trzykrotnie zdobył tytuł Mistrza Czechosłowacji. Grał również w drużynach zagranicznych: francuskich FC Grenoble i Calais RUFC oraz belgijskich Berchem Sport i Germinal Ekeren. W latach 1980–1981 rozegrał 9 meczów w reprezentacji Czechosłowacji, strzelił 1 bramkę. Uczestnik Mistrzostw Europy w 1980, na których Czechosłowacja wywalczyła 3. miejsce. W tym samym roku zdobył tytuł Mistrza Olimpijskiego na Igrzyskach w Moskwie.
Po zakończeniu kariery piłkarskiej rozpoczął pracę jako trener. W latach 1992–1995 oraz 1997–2000 prowadził drużynę Banika Ostrawa. Od 1995 do 1996 był szkoleniowcem zespołu FK Zlín. Asystent selekcjonerów czeskiej reprezentacji Václava Ježka (1993–1994) oraz Dušana Uhrina (1994–1998, Wicemistrzostwo Europy w 1996). W 2000 prowadził zespół Katar Sport Club.
W 2001 po raz pierwszy podjął pracę w lidze polskiej. Został szkoleniowcem Polonii Warszawa, którą prowadził do końca sezonu. Następnie powrócił do Czech, aby objąć stanowisko selekcjonera młodzieżowej reprezentacji Czech. Czeską młodzieżówkę prowadził do końca 2003. Od kwietnia 2004 ponownie pracował w polskiej lidze jako trener Górnika Zabrze. Po zwolnieniu Henryka Kasperczaka objął funkcję szkoleniowca Wisły Kraków, z którą w 2005 wywalczył Mistrzostwo Polski. W październiku 2005 zastąpił Dušana Radolskiego na stanowisku trenera Dyskobolii.
W 2009 został wybrany pierwszym trenerem drużyny Banik Ostrava, w którym od maja 2007 pełnił rolę dyrektora generalnego.

W latach 2016–2017 był trenerem II-ligowego klubu piłkarskiego RKS Radomiak Radom.